# Aldrui D'Orsa

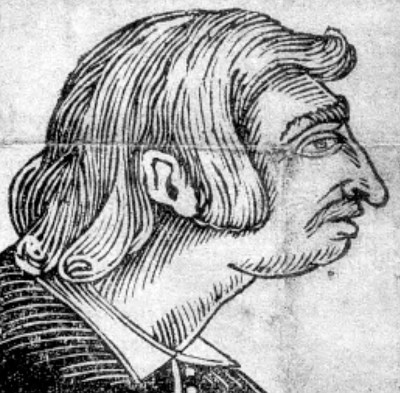
Il ritratto del 1630

Aldrui D'Orsa è un personaggio probabilmente immaginario che sarebbe vissuto nella prima metà del XVII secolo.

## Immaginario popolare
Nell'immaginario popolare era noto come "un diavolo nero dagli occhi luccicanti" che seminava la peste.
È noto esclusivamente per essere raffigurato in un ributtante ritratto sul frontespizio della sentenza del processo contro gli untori, svoltosi a Milano nel 1630 e legato alla realizzazione della colonna infame; la didascalia dell'immagine indica L'abbominevole ritratto di Aldrui D'Orsa, infame e prima cagione della pestilenzia di Milano nell'anno 1630.